# Elanor Huntington
Pour les articles homonymes, voir Huntington.
Elanor H. Huntington est une ingénieure et informaticienne australienne, professeure de cybernétique quantique à l'Université nationale australienne. Elle est doyenne de l'ingénierie et de l'informatique. Elle dirige un programme de recherche au Centre d'excellence du Conseil australien de la recherche pour le calcul quantique et les technologies de communication.

## Formation
Huntington a étudié la physique à l'Université nationale australienne et a obtenu en 1996 une médaille universitaire,. Elle a décidé qu'elle aimait utiliser la science pour aider les autres et s'est tournée vers l'ingénierie. Elle a obtenu son doctorat en 1999 dans le domaine de l'optique quantique expérimentale. Huntington a rejoint l'Australian Defence Science and Technology Organisation (en) après avoir obtenu son diplôme, où elle a travaillé pendant 18 mois avant de rejoindre l'Université de Nouvelle-Galles du Sud à Canberra à l'Australian Defence Force Academy,.

## Recherche et carrière

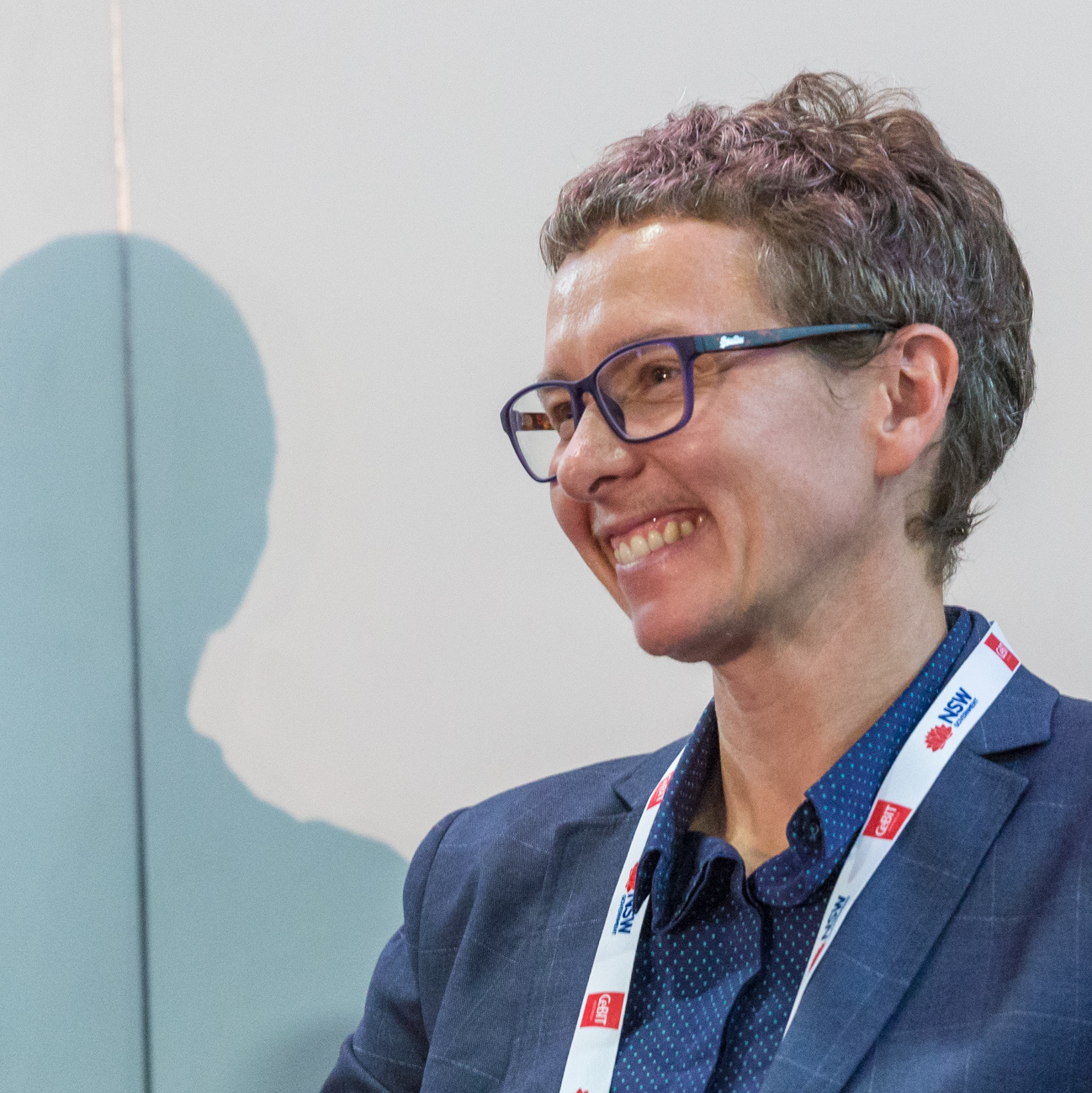
Huntington mai 2018.

Huntington est spécialisée dans les mesures à grande vitesse et la génération d'états non classiques. Elle travaille sur le calcul quantique, créant des micropuces optiques capables de détecter, générer et manipuler des états de lumière. Elle s'intéresse à l'intersection de la théorie quantique et des applications. Elle a rejoint l'Université de Nouvelle-Galles du Sud en 2000. Elle a travaillé à la School of Engineering and Information Technology de l' Australian Defence Force Academy de l'Université de Nouvelle-Galles du Sud, où elle a été nommée directrice de la School of Engineering and IT en 2010,. Elle dirige un programme de recherche au Centre d'excellence du Conseil australien de la recherche pour le calcul quantique et les technologies de communication.
En 2011, Huntington et ses collaborateurs ont fait une percée majeure dans le calcul quantique, en démontrant qu'il était possible de téléporter des faisceaux de lumière quantiques non gaussiens sur une superposition quantique,,,.
Aujourd'hui, elle utilise la technologie des guides d'ondes, associée à l'ingénierie des systèmes, pour concevoir et construire des technologies quantiques,. Elle a été nommée en juin 2014 doyenne du College of Engineering and Computer Science de l'Université nationale australienne,. Elle a été la première femme à devenir doyenne exécutive de l'ingénierie en Australie, la première femme à être professeure d'ingénierie à l'Université nationale australienne et la première femme à présider le groupe australien des huit doyens d'ingénierie. Elle est également membre du Global Engineering Deans Council,. Elle a débattu du calcul quantique au Forum économique mondial.
Huntington croit qu'à l'avenir, la confiance du public dans l'ingénierie deviendra de plus en plus importante,. Elle a prononcé une conférence TED en 2017 sur Pourquoi nous avons besoin d'ingénieurs maintenant plus que jamais et dirige le programme Reimagine Investment à l'ANU pour concrétiser ces idées. L'investissement Reimagine dans le cadre de Huntington vise à redéfinir la nature des compétences en ingénierie et en informatique, qui les exercera et comment. Genevieve Bell est membre fondateur de Reimagine et la leader de son programme phare pour créer la prochaine discipline d'ingénierie. Huntington a discuté de l'avenir de l'ingénierie au Sydney Writers' Festival (en) et l'Institut australien de stratégie politique, où elle cherche à améliorer l'équilibre entre les sexes dans la communauté des ingénieurs,,.

## Prix et distinctions
Huntington a été élue membre de l'Académie australienne de technologie et d'ingénierie (en) en 2020, elle a été nommée membre honoraire d'Engineers Australia (en) en 2017 et elle a été finaliste des prix Eureka 2019.

## Publications (sélection)
- Hugo Benichi, Shuntaro Takeda, Noriyuki Lee, Ladislav Mišta, Radim Filip, Elanor Huntington et Akira Furusawa, « Quantum teleportation of Schrödinger’s cat wave-packets of light », Optica,‎ 2011 (DOI 10.1364/CLEO_AT.2011.JTUF4).
- (en) Oliver Thearle, Jiri Janousek, Seiji Armstrong, Sara Hosseini, Melanie Schünemann Mraz, Syed Assad, Thomas Symul, Matthew R James, Elanor Huntington, Timothy C Ralph et Ping Koy Lam, « Violation of Bell's Inequality Using Continuous Variable Measurements », Physical Review Letters, Woodbury, APS, vol. 120, no 4,‎ 1er janvier 2018, p. 040406 (ISSN 0031-9007, 1079-7114 et 1092-0145, OCLC 1715834, BNF 34469702, PMID 29437418, DOI 10.1103/PHYSREVLETT.120.040406, arXiv 1801.03194).
- (en) Hidehiro Yonezawa, Daisuke Nakane, Trevor A Wheatley, Kohjiro Iwasawa, Shuntaro Takeda, Hajime Arao, Kentaro Ohki, Koji Tsumura, Dominic W. Berry, Timothy C Ralph, Howard M Wiseman, Elanor H Huntington et Akira Furusawa, « Quantum-enhanced optical-phase tracking », Science, Amérique septentrionale, AAAS, vol. 337, no 6101,‎ 1er septembre 2012, p. 1514-1517 (ISSN 0036-8075 et 1095-9203, OCLC 1644869, PMID 22997332, DOI 10.1126/SCIENCE.1225258, arXiv 1209.4716).